# Casa Rigual Artigas
La Casa Rigual Artigas és un edifici del municipi de Vilafranca del Penedès (Alt Penedès) inclosa en l'Inventari del Patrimoni Arquitectònic de Catalunya. L'edifici està situat dins de l'antic recinte emmurallat, en un carrer estret proper a la Basílica de Santa Maria de Vilafranca. Es tracta d'una casa entre mitgeres de dues crugies. Consta de planta baixa, dos pisos i terrat. Al primer pis hi ha un balcó corregut i al segon, dos balcons d'una obertura. Cal destacar l'ornamentació de ceràmica, amb motius florals.